# Geoffrey Coles
Geoffrey Coles (n. 13 martie 1871, Hastings, Anglia, Regatul Unit al Marii Britanii și Irlandei – d. 27 ianuarie 1916, Festubert, Nord-Pas-de-Calais, Franța) a fost un trăgător de tir ce a reprezentat Regatul Unit al Marii Britanii și Irlandei, medaliat olimpic. A participat la o ediție a Jocurilor Olimpice (1908) în care a câștigat o medalie de bronz.

## Participări
Lista de mai jos prezintă principalele competiții la care a participat Geoffrey Coles de-a lungul carierei.
- shooting at the 1908 Summer Olympics – men's 50 yard free pistol, team[*]